# Dębina (powiat hrubieszowski)
Dębina – kolonia w Polsce położona w województwie lubelskim, w powiecie hrubieszowskim, w gminie Uchanie.
| SIMC    | Nazwa        | Rodzaj    |
| ------- | ------------ | --------- |
| 0903937 | Dolna Dębina | część wsi |
| 0903943 | Górna Dębina | część wsi |

W latach 1975–1998 miejscowość należała administracyjnie do województwa zamojskiego. 
Kolonia stanowi sołectwo gminy Uchanie. Według Narodowego Spisu Powszechnego z roku 2011 kolonia liczyła 41 mieszkańców i była 26. co do liczby ludności miejscowością gminy.
Wierni Kościoła rzymskokatolickiego należą do parafii Wniebowzięcia Najświętszej Maryi Panny w Uchaniach.